# Rifaat al-Ásad
Rifaat Alí al-Ásad (en árabe: رِفْعَتُ عَلِيِّ ٱلْأَسَدِ‎, romanizado: Rifʿat ʿAlī al-ʾAssad) es un exmilitar y político sirio. Es el hermano menor del fallecido presidente de Siria, Háfez al-Ásad, y de Jamil al-Assad, así como tío del expresidente Bashar al-Ásad. Fue comandante de las operaciones terrestres durante la Masacre de Hama de 1982, ordenada por su hermano.
Tras un fallido intento de golpe de Estado contra Hafez al-Assad en 1984, Rifaat vivió exiliado en Europa durante 36 años, regresando a Siria en octubre de 2021 tras ser declarado culpable en Francia de adquirir millones de euros desviados del Estado sirio.
En agosto de 2023, Suiza emitió una orden internacional de arresto por su participación en la Masacre de Hama. En marzo de 2024, se presentaron cargos en su contra por crímenes de guerra relacionados con el evento.

## Primeros años y educación
Rifaat al-Ásad nació en la aldea de Qardaha, cerca de Latakia en el oeste de Siria, el 22 de agosto de 1937. Estudió Ciencias Políticas y Economía en la Universidad de Damasco y más tarde recibió un doctorado honorífico en Política de la Academia de Ciencias de la Unión Soviética.

## Experiencia temprana
Rifaat se unió al Ejército Árabe Sirio en 1958 como teniente primero y fue ascendido rápidamente tras recibir entrenamiento en varias academias militares soviéticas (principalmente en la escuela de artillería de Ekaterimburgo). En 1965, se convirtió en comandante de una fuerza especial de seguridad leal al ala militar del Partido Baaz y, poco después, apoyó el derrocamiento de Salah Jadid por parte de Háfez al-Ásad y la toma del poder en 1970. En 1971, se le permitió formar su propio grupo paramilitar, las compañías de defensa, que pronto se transformaron en una poderosa fuerza militar regular entrenada y equipada por la Unión Soviética. Rifaat también era un paracaidista calificado.